# Cachi
Cachi ist die Hauptstadt des gleichnamigen Departamentos Cachi in der Provinz Salta im Nordwesten Argentiniens. Der Ort hat 2.189 Einwohner und liegt in den Valles Calchaquíes auf einer Höhe von 2.280 Metern. Die Entfernung zur Provinzhauptstadt Salta beträgt 157 Kilometer und 165 Kilometer bis zum Weinort Cafayate. 

## Klima
Cachi verfügt über ein sonnenreiches, trockenes Klima. Die Zahl der Sonnentage schwankt zwischen 340 und 350 im Jahr. Die Niederschläge liegen mit 80 bis 150 Millimetern extrem niedrig und die relative Luftfeuchtigkeit beträgt 15 Prozent.
Die Temperaturen schwanken im Sommer zwischen 33 und 37 Grad Celsius am Tage und 12 und 15 Grad Celsius in der Nacht. Im Winter herrschen am Tage angenehme 24 bis 25 Grad Celsius und in der Nacht −6 bis −10 Grad Celsius.

## Geschichte
Der Name Cachi bedeutet in Quechua "Salz". Diese Bezeichnung würde darauf hindeuten, dass die glänzenden Gipfel des nahegelegenen Berges mit einem Salzlager verwechselt wurden. Eine andere Deutung schreibt das Wort der Sprache der Diaguitas, dem Kakana zu. Kak hieße demnach "Stein" oder "Fels" und chi oder chin "Stille" oder "Einsamkeit". Der Nevado de Cachi wird auch "Blanco Peñón de la Soledad" genannt.
Der Ort Cachi existierte bereits vor der Eroberung durch die Spanier. Die Diaguitas hatten sich am Fuße des Nevado de Cachi niedergelassen, um das vorhandene Bergwasser des Río Calchaquí mittels ihrer Bewässerungstechnik in Terrassenkulturen für ihre Landwirtschaft zu nutzen. Wegen der Trockenheit des Klimas war es notwendig alle Kulturen zu bewässern. Die Spanier übernahmen die Bewässerungstechnik der Diaguitas und erweiterten und verbesserten sie für ihre Zwecke.
1673 wurde Cachi erstmals urkundlich erwähnt. Die Jesuiten hatten mehrere Missionsstationen entlang der Valles Calchaquíes gegründet. Als sie das Land im Jahre 1673 in Encomiendas aufteilten, wurde Doña Margarita de Chavez jene Gebiete zugeteilt, die zu Cachi gehörten. 1719 wurde Don Pascual de Elizondo als Landeigner verzeichnet und später Don Felipe de Aramburu. Mit der Zeit entwickelte sich daraus die Finca Hacienda de Cachi, die ihre Bewohner von der Außenwelt isolierte und eine urbane und wirtschaftliche Entwicklung verhinderte.
1796 wurde die Hacienda de Cachi durch Doña Micaela L. de Medina Pomar und ihren Neffen Juan José Aramburu urkundlich an den Convento de la Merced zur Pacht übertragen. In der Folge errichten die Mercedarier die historische Kirche von Cachi und teilen den Bewohnern Grundstücke zu, damit sie ihre Wohnhäuser in der Nähe der Kirche errichten.
Die neuen Ortsteile wurden in den 1950er-Jahren erbaut. Die Nationalregierung hatte 1946 Teile der Finca Hacienda Cachi enteignet und zur Bebauung freigegeben. Dazu wurden zehn Hektar, die sich westlich an den alten Ortskern anschlossen, in Grundstücke von 20 × 50 Meter aufgeteilt. Aus dieser Zeit stammen auch das Hospital, die Schule und das Polizeigebäude.

## Tourismus

Tourismusinformation in Cachi

Cachi gehört zusammen mit der Provinzhauptstadt Salta und dem idyllischen Weinort Cafayate zu den drei Hauptattraktionen der Provinz. Der Ort Cachi ist in kolonialer Architektur gebaut und umgeben von Bergen in den Valles Calchaquíes. Die dreistündige Fahrt von Salta aus führt durch die Quebrada de Escoipe, um anschließend die Cuesta del Obispo anzusteigen, bis mit 3.348 Meter der höchste Punkt der Strecke, Piedra de Molino, erreicht ist. Die berühmte Recta del TinTin war bereits Teil des 23.000 Kilometer langen Camino del Inca und führt am Nationalpark Los Cardones vorbei. 
Zu den Attraktionen in Cachi zählen:

Haus in Cachi

- Iglesia San José (Plaza Central). Die im 17. Jahrhundert im neugotischen Stil erbaute Kirche wurde 1945 zum Nationalmonument erklärt. Die Adobe-Mauern wurden auf vom Wasser rundgeschliffenem Steinen errichtet. Über der Front erhebt sich eine dreiteilige Glockenwand. Besonders bemerkenswert sind die aus Cardón (dem Holz der Kandelaberkakteen) gearbeiteten Teile der Kirche: Decke, Altar, Beichtstuhl und Bilderrahmen.
- Museo Arqueológico "Pío Pablo Díaz". Das Museum hütet rund 5.000 Fundstücke, die eine Zeitspanne von 10.000 Jahren umfassen. Der Schwerpunkt der Sammlung liegt auf der Zeit von 800 v. Chr. bis 1.600 n. Chr.
- La Plaza. Der zentrale Platz von Cachi ist von einer traditionellen Steinmauer umgeben, in den dreibögige Tore hineinführen. Die Steinmauer soll an die Versammlungsplätze der indianischen Vorfahren erinnern, die diese Region bewohnten.
- Finca Palermo. Etwas mehr als 20 Kilometer von Cachi entfernt findet man diese Finca, die Anfang des vorigen Jahrhunderts erbaut wurde. Das Herrenhaus wurde nach den Plänen des Besitzers, Dr. Benjamin Zorrilla, einem ehemaligen Botschafter Argentiniens in Russland, in den 1920er-Jahren konstruiert.
- Camino Ruinas Las Pailas. 16 Kilometer außerhalb Cachis gibt es ein archäologisch interessantes Gelände mit Ruinen und alten Minen. Der Ort ist nur zu Fuß oder mit geländegängigen Fahrzeugen zu erreichen.
- Nevado de Cachi. Das Bergmassiv besteht aus neun Gipfeln. Der höchste ist 6.380 Meter hoch. Seit 1950, in Erinnerung an den 100. Todestag des Generals José de San Martín, wurde sie auf den Namen El Libertador (Der Befreier) getauft.

## Feste
- Festival de la Tradición Calchaquí (Drittes Wochenende im Januar). Das Festival der Calchaquí-Traditionen dient zur Rettung der Gebräuche und Werte der Region, ihrer Musik, ihrer Tänze und ihrer Küche.
- Patronatsfest zu Ehren San José (19. März). Volksfest mit der traditionellen Verbrennung von Cardón (Kandelaberkakteenholz).